# Bacopa aquatica
Espèce
Classification APG III (2009)
Bacopa aquatica est une espèce de plantes à fleurs herbacées aquatiques néotropicales appartenant à la famille des Plantaginaceae (anciennement des Scrophulariaceae). Il s'agit de l'espèce type du genre Bacopa Aubl..
Elle est connue en Guyane sous le nom de Herbes aux brûlures (créole).

## Description
Bacopa aquatica est une herbacée hygrophyte ou aquatique, à tiges prostrées ou rampantes formant un tapis. Les feuilles sont lancéolées à marge dentée. Les fleurs sont solitaires, portées par un pédicelles long de plus de 1,5 mm portant des bractées à son au sommet ou à la base du calice, qui est long de 8,5–13,5 mm et comporte des segments distinctement différenciés. On compte 5 étamines.

## Répartition
On rencontre Bacopa aquatica depuis l'Amérique centrale jusqu'au nord du Brésil en passant par le Venezuela, Trinidad et Tobago, le Guyana, le Suriname et la Guyane.

## Écologie
Bacopa aquatica affectionne les cours d'eau lents, les marais, et les étangs peu profonds, entre 0 et 200(–400) m d'altitude.

## Utilisations
Bacopa aquatica a la réputation d'être « adoucissante » et de guérir les plaies, gerçures, crevasses, brûlures, par l'application de ses feuilles pilées en cataplasmes.

## Histoire naturelle
En 1775, le botaniste Aublet propose la diagnose suivante : 
« BACOPA aquatica. (Tabula 49.) 

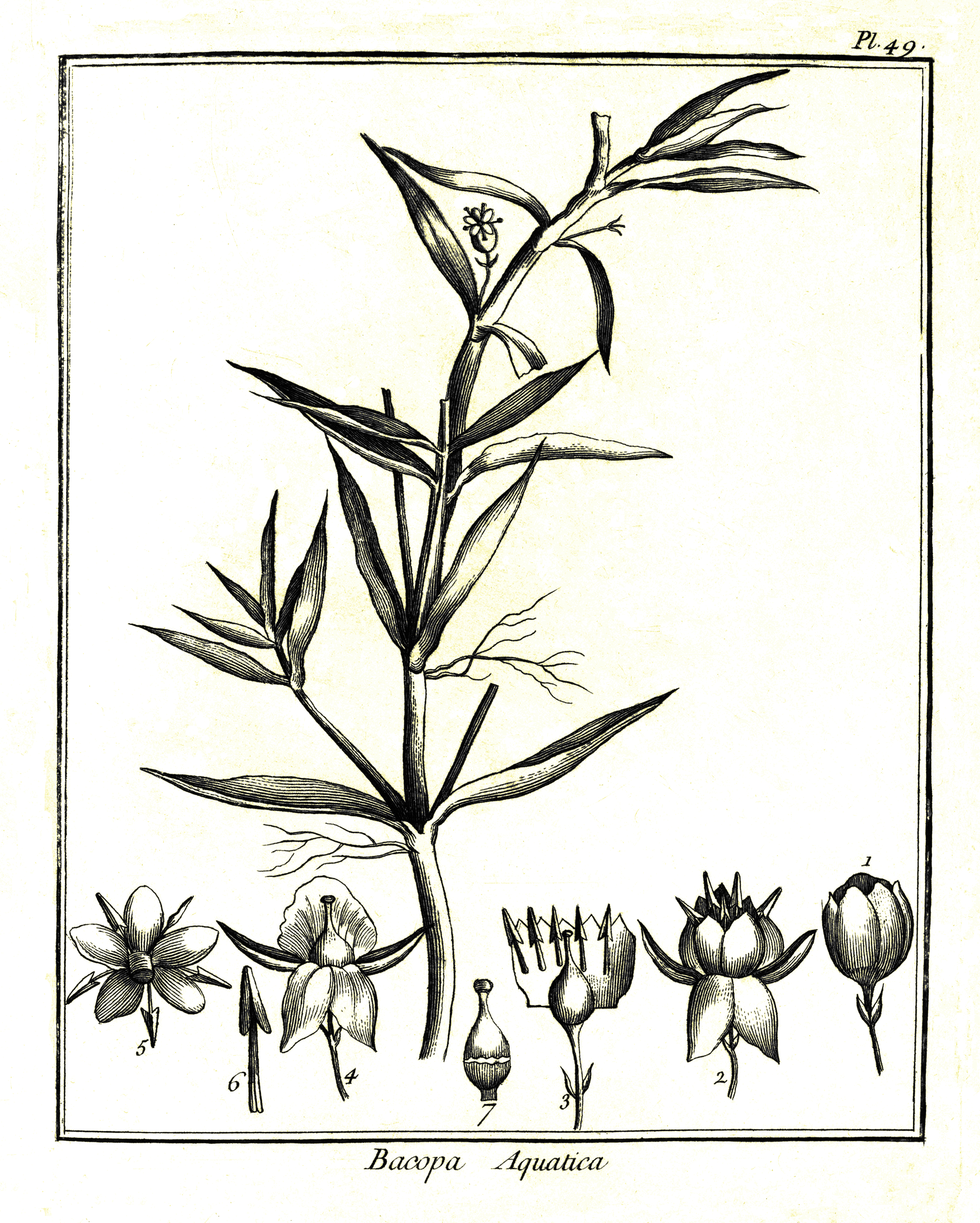
Bacopa aquatica par Aublet (1775) Planche 49.
On a groſſi les parties de la fleur ſeulement. - "Explication de la Planche quarante-neuvième. 1. Fleur a demi ouverte, garnit de deux écailles. - 2. Fleur ouverte, avec deux portions du calice rabattues. - 3. Corolle ouverte. Étamines. piſtil. - 4. Calice. piſtil. - 5. Corolle vue en deſſous. - 6. Étamine ſéparée. - 7. Ovaire. Style. Stigmate.

Planta, caules plures, cylindraccos, ſucculentos, nodoſos, ſupra terram aut aquas ſpargens. E nodis radiculæ, ramoſæ, capillaceæ exeunt. Folia oppoſita, ſeſſilia, amplexicaulia, craſſa, oblonga, concava, acuta, glabra, viridia. Flores ſingulares, pedunculati, alternatim ad axillas foliorum. Infrà calicem, bracte & binæ, carnoſæ, oppofitæ. Corolla cærulea. 
Florebat Decembri. 

Habitat Caïennæ, ad littora rivulorum, in prædio Loyola. »

« LA BACOPE aquatique. (PLANCHE 49.)
Cette plante pouſſe des tiges cylindriques, charnues, noueuſes ; garnies a chaque nœud de deux feuilles oppoſées, & diſpoſées en croix, qui, en ſe réuniſſant par leur baſe, embraſſent la tige. Ces feuilles ſont longues, étroites, charnues, creuſées en goutière, & terminées en pointe. Les tiges ſont couchées ſur terre ou ſur la ſurface & l'eau, & pouſſent de leurs nœuds des racines menues, branchues, blanches & tendres. 
Les fleurs naiſſent ſolitaires à l'aiſſelle d'une feuille, l'une à droite & au deſſus, l'autre à gauche ; leur pédoncule eſt long, grêle, & porte verſ ſon milieu deux petits corps oblongs & glanduleux. 
Le calice eſt d'une ſeule pièce, diviſé profondément en cinq parties, dont une large, ſinuée, & arrondie, deux inférieures moins larges & pointues, & deux latérales plus longues, & étroites, concaves, aiguës; le fond du calice eſt uni, & fait corps avec la baſe de l'ovaire. La corolle eſt bleue, monopétale, régulière, ſon tube eſt court, un peu renflé vers ſon orifice, & termine par un pavillon découpé en cinq lobes ovales. Cette corolle eſt attachée contre l'ovaire, ſur le pourtour du calice. 
Les étamines ſont au nombre de cinq, placées chacune au deſſous des diviſions de la corolle, a la paroi interne & moyenne du tube. Le filet eſt blanc par le bas, bleu par le haut, & porte une anthère bleue, pale & jaune en dedans ; elle eſt a deux bourſes, & en forme de fer de fleche. 
Le piſtil eſt un ovaire arrondi, comprimé, emboëté à moitié dans le fond du calice, avec lequel il eſt uni. Cet ovaire eſt ſurmonté d'un style termine par un stigmate arrondi, large & convexe. 
L'ovaire, enveloppe du calice, devient une capsule ſèche, membraneuſe, a une loge qui contient un grand nombre de semences très menues. 
On a groſſi les parties de la fleur ſeulement. 
Cette plante croît ſur le bord des ruiſſeaux de l'habitation de Loyola dans l'île de Caïenne. 
Elle étoit en fleur & en fruit dans le mois de Décembre. 
Les habitans appellent cette plante HERBE-AUX-BRÛLURES, & prétendent que ſon application les guérit en peu de temps. »

— Fusée-Aublet, 1775.